# حارة النصر (الحصن)

تعديل مصدري - تعديل

النصر هي إحدى حارات حي 7 أكتوبر بمدينة الحصن التابعة لمحافظة أبين، بلغ تعداد سكانها 652 نسمة حسب تعداد اليمن لعام 2004.